# Hailey Langland
Hailey Langland (ur. 2 sierpnia 2000 w San Clemente) – amerykańska snowboardzistka, specjalizująca się w konkurencjach slopestyle oraz big air. Najlepsze wyniki w Pucharze Świata osiągnęła w sezonie 2016/2017, kiedy to zajęła dziesiąte miejsce w klasyfikacji AFU. Pierwsze podium w zawodach tego cyklu wywalczyła 22 sierpnia 2015 roku w Cardronie, zajmując trzecie miejsce w slopestyle'u. W 2018 roku wystąpiła podczas igrzysk olimpijskich w Pjongczangu. Zajęła na nich 6. lokatę w slopestyle'u oraz 14. w big air. Rok później wystartowała na mistrzostwach świata w Park City, gdzie zajęła 20. miejsce w slopestyle'u.
Jest trzykrotną medalistką zawodów X-Games rozgrywanych w amerykańskim Aspen. Zdobyła złoto podczas Winter X Games 21 w big air, srebro podczas Winter X Games 23 w slopestyle'u oraz brąz podczas Winter X Games 20 w slopestyle'u.

## Osiągnięcia

### Igrzyska olimpijskie
| Miejsce | Dzień     | Rok  | Miejscowość | Konkurencja | Zwyciężczyni   |
| ------- | --------- | ---- | ----------- | ----------- | -------------- |
| 6.      | 12 lutego | 2018 | Pjongczang  | Slopestyle  | Jamie Anderson |
| 14.     | 22 lutego | 2018 | Pjongczang  | Big air     | Anna Gasser    |

### Mistrzostwa świata
| Miejsce | Dzień    | Rok  | Miejscowość | Konkurencja | Zwyciężczyni         |
| ------- | -------- | ---- | ----------- | ----------- | -------------------- |
| 20.     | 9 lutego | 2019 | Park City   | Slopestyle  | Zoi Sadowski-Synnott |
| 15.     | 12 marca | 2021 | Aspen       | Slopestyle  | Zoi Sadowski-Synnott |
| 25.     | 16 marca | 2021 | Aspen       | Big air     | Laurie Blouin        |

### Puchar Świata

#### Miejsca w klasyfikacji generalnej
- - AFU[2]
- sezon 2015/2016: 19.
- sezon 2016/2017: 10.
- sezon 2017/2018: 58.
- sezon 2018/2019: 69.
- sezon 2019/2020: 36.
- sezon 2020/2021: 13.

#### Miejsca na podium w zawodach
1. Cardrona – 22 sierpnia 2015 (slopestyle) - 3. miejsce
2. Mediolan – 12 listopada 2016 (Big Air) - 2. miejsce
3. Mammoth Mountain – 4 lutego 2017 (slopestyle) - 2. miejsce
4. Aspen – 20 marca 2021 (slopestyle) – 2. miejsce